# Нет чужой земли
Нет чужой земли — советский 2-серийный фильм Свердловской киностудии. Режиссёр — Барас Халзанов.

## Сюжет
1839 год. Декабристы, братья Бестужевы, отбыли срок на каторге. Но ссылка продолжается и Бестужевых переводят в заштатный городок Селенгинск. Здесь они знакомятся с бурятами, становятся их друзьями и занимаются среди них просветительской деятельностью. Один из братьев, Николай, останется в селенгинской земле навсегда...

## Актеры
- Петр Юрченков ст. — Николай Бестужев
- Александр Булдаков — Михаил Бестужев
- Жанна Прохоренко — Елена Бестужева
- Валерий Захарьев — Константин Торсон
- Светлана Орлова — Екатерина Торсон
- Нурлан Есимгалиев — Доржи Банзаров
- Ольга Конская — Ольга
- Должин Тангатова — Анай
- Владимир Кондратьев — Гомбо
- Юрий Серёгин — Дмитрий Дмитриевич Старцев
- Чимит Ринчинов — Ирдыней
- Цыдендамба Пурбуев — Хамбо-Лама
- Наталья Аринбасарова — Дыжит
- Николай Сектименко — Муравьев-Амурский

## Съемочная группа
- Барас Халзанов — режиссёр
- Владимир Валуцкий — сценарист
- Вячеслав Еврилов — оператор
- Александр Луначарский — композитор
- Валерий Кукенков — художник
- Евгений Калинин — директор картины